# Blaschewitz

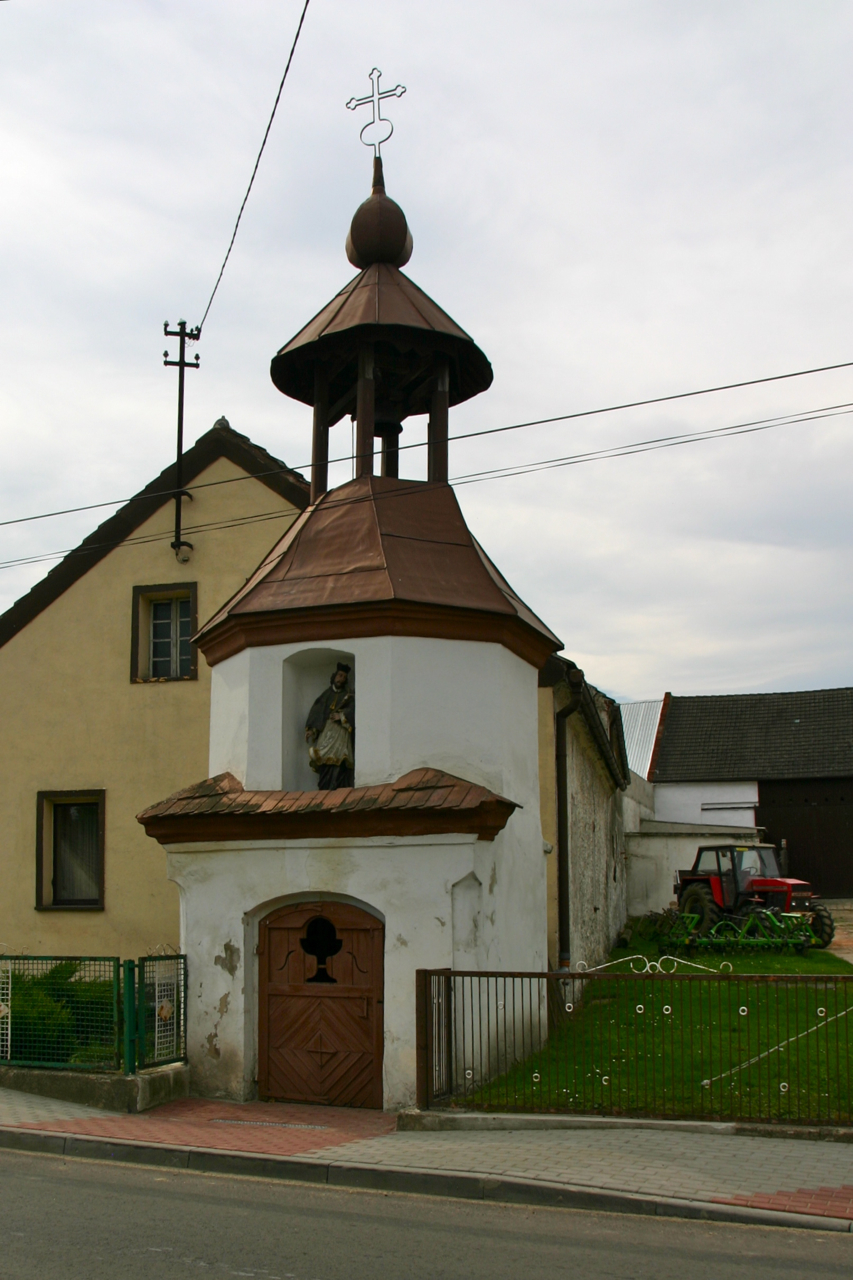
Wegkapelle mit Glockenturm

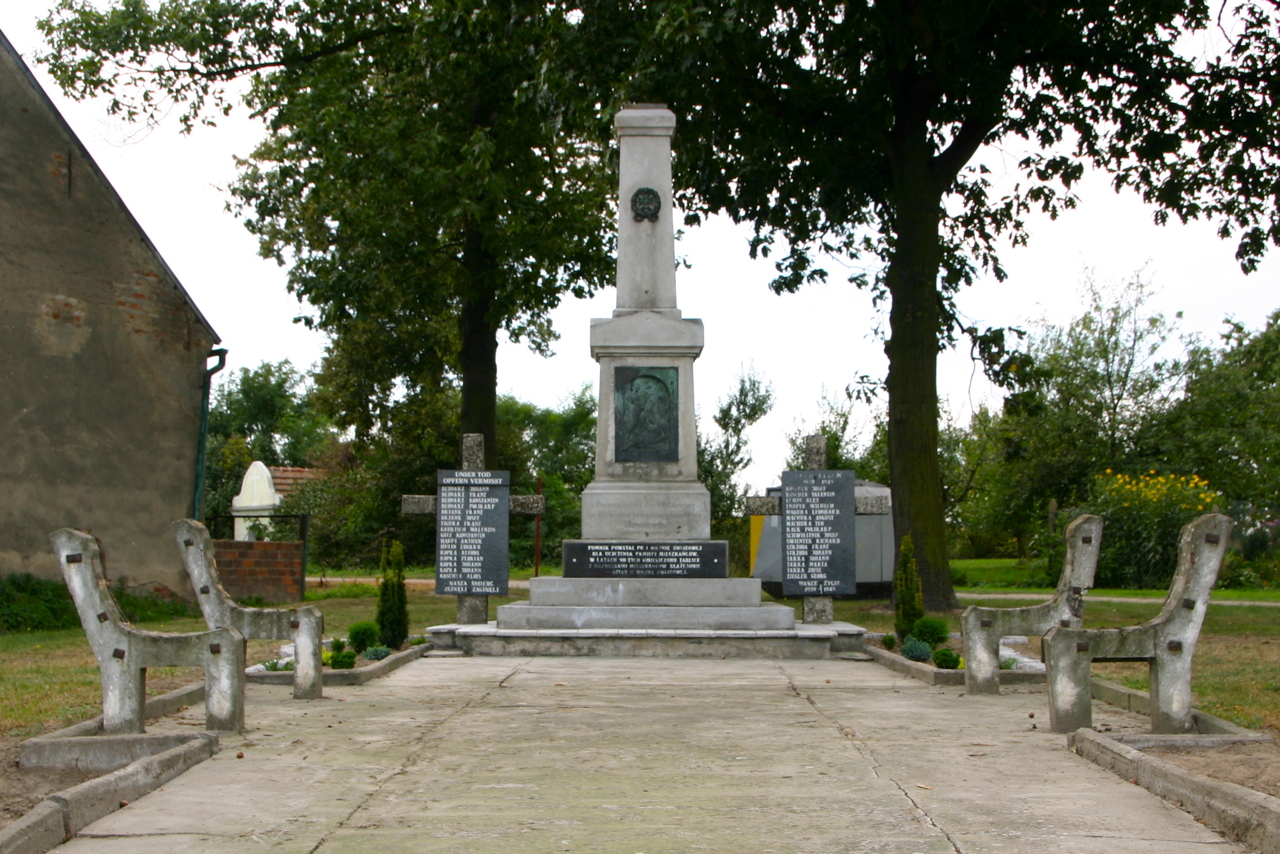
Gefallenendenkmal

Blaschewitz (polnisch Błażejowice Dolne, 1936–1945 Niederblasien) ist ein Ort der Stadt- und Landgemeinde Oberglogau (Głogówek) im Powiat Prudnicki der Woiwodschaft Opole in Polen.

## Geographie
Das Straßendorf Blaschewitz liegt fünf Kilometer nordwestlich von Oberglogau, 19 Kilometer östlich von Prudnik (Neustadt O.S.) und 34 Kilometer südlich von Opole (Oppeln) in der Nizina Śląska (Schlesische Tiefebene).
Nachbarorte von Blaschewitz sind im Westen Polnisch Müllmen (Mionów), im Norden Zowade (Zawada) und Mutzkau (Mucków), im Osten Leschnig (Leśnik), im Südosten Mochau (Mochów) und im Südwesten Deutsch Müllmen (Wierzch).

## Geschichte
„Blazeiowitz“ wurde 1358 erstmals urkundlich erwähnt. Der Ortsname soll sich vom Personennamen Blasius ableiten.
Nach der Neuorgliederung der Provinz Schlesien gehörte die Landgemeinde Blaschewitz ab 1816 zum Landkreis Neustadt O.S., mit dem sie bis 1945 verbunden blieb. 1845 bestanden im Ort ein Vorwerk, eine katholische Schule und 35 weitere Häuser. Die Einwohnerzahl lag damals bei 363, davon einer evangelisch. 1865 hatte der Ort 13 Bauern-, 15 Gärtner- und acht Häuslerstellen, außerdem eine katholische Schule mit 85 Schülern und war nach Wiese-Pauliner eingepfarrt. 1874 wurde der Amtsbezirk Schloß Ober Glogau II gebildet, dem die Landgemeinden Blaschewitz, Freiherrlich Dirschelwitz, Gräflich Dirschelwitz, Kerpen, Freiherrlich Mochau, Gräflich Mochau, Pauliner Mochau, Pauliner Wiese, Pleitersdorf, Rzeptsch und Schreibersdorf sowie die Gutsbezirke Adelenhof, Blaschewitz, Freiherrlich Dirschelwitz, Freiherrlich Mochau, Gräflich Dirschelwitz, Kerpen, Pauliner Wiese, Rzeptsch und Schreibersdorf eingegliedert wurden. 1885 wurden 379 Einwohner gezählt.
Bei der Volksabstimmung in Oberschlesien am 20. März 1921 stimmten 210 Wahlberechtigte für einen Verbleib bei Deutschland und 14 für Polen. Blaschewitz verblieb beim Deutschen Reich. 1933 lebten im Ort 347 Einwohner. Am 18. August 1936 wurde der Ort in Niederblasien umbenannt. 1939 hatte der Ort 318 Einwohner.
1945 kam der bisher deutsche Ort unter polnische Verwaltung und wurde in Błażejowice Dolne umbenannt und der Woiwodschaft Schlesien angeschlossen. 1950 wurde es der Woiwodschaft Opole eingegliedert. Seit 1999 gehört er zum Powiat Prudnicki. Am 22. April 2009 wurde in der Gemeinde Oberglogau, der Blaschewitz angehört, Deutsch als zweite Amtssprache eingeführt. Am 1. Dezember 2009 erhielt der Ort zusätzlich den amtlichen deutschen Ortsnamen Blaschewitz.

## Sehenswürdigkeiten und Denkmale
- Die Wegekapelle mit Glockenturm stammt aus der Wende vom 18. zum 19. Jahrhundert. In einer Nische an der Außenfassade befindet sich eine barocke Figur mit dem böhmischen Landesheiligen Johannes Nepomuk und im Inneren eine Figur des hl. Georg und eine Engelsfigur.
- Zwei Wegekapellen
- Bildstock
- Gefallenendenkmal

## Vereine
- Deutscher Freundschaftskreis
- Freiwillige Feuerwehr OSP Błażejowice Dolne

## Persönlichkeiten

### Söhne und Töchter des Ortes
- Jan Kanty Lorek (1886–1967), Bischof von Sandomierz

### Persönlichkeiten, die vor Ort wirkten
- Johannes Slawik (1892–1969), deutscher Landwirt und Politiker, Landwirt und Gutsbesitzer in Blaschewitz